# Régis Clère
Régis Clère, né le 15 août 1956 à Langres et mort le 9 juin 2012 à Dijon, est un coureur cycliste français. Professionnel de 1981 à 1992, Il prend part à des compétitions sur piste et sur route. Champion de France sur piste en 1981 et sur route en 1982, il gagne également quatre étapes du Tour de France (dont un contre-la-montre par équipes) et deux du Tour d'Espagne au cours de sa carrière. Par ailleurs, il porte le maillot amarillo de leader de cette course pendant neuf jours en 1981. Durant son passage chez les professionnels il est l'un des coéquipiers de Joop Zoetemelk, Bernard Vallet et Mariano Martinez entre autres.

## Biographie

### Débuts cyclistes et carrière chez les amateurs
Fils de paysans, il se passionne assez tôt pour le cyclisme. Il espère ainsi échapper à sa condition. Dès ses jeunes années, il se fait remarquer par son caractère offensif et dur au mal. 
C'est en 1978 qu'il commence à se faire connaitre des amateurs de cyclisme lorsqu'il se classe troisième du Tour de la Haute-Marne.
En 1979, il remporte la course en ligne des Jeux Méditerranéens,. La même année, il s'adjuge le chrono du Tour de l'Avenir et devance à cette occasion la star du cyclisme soviétique Sergueï Soukhoroutchenkov d'une seconde. Il est également vainqueur d'une étape de la Route de France et second du classement général de cette course.
La saison suivante, il gagne de nouveau l'étape contre-la-montre du Tour de l'Avenir devant Youri Barinov, une autre icône de l'école soviétique, et confirme son talent dans cet exercice en obtenant quelques belles places d'honneur lors d'épreuves chronométrées. Il est ainsi troisième du Grand Prix de France et quatrième du Grand Prix des nations. Il décroche aussi la médaille de bronze lors des championnats de France de cyclisme sur route amateurs, participe à la Course de la Paix ainsi qu'aux Jeux olympiques de Moscou où il termine quarante-troisième de la course en ligne et fait équipe avec Marc Madiot. Séduits par ses bonnes performances et son profil, les dirigeants de la prestigieuse équipe Miko-Mercier-Vivagel lui offrent un contrat chez les professionnels en fin d'année.

### Carrière professionnelle

#### 1981-1983: un début de carrière étincelant chez les professionnels
En 1981, pour ses premiers pas chez les professionnels, le néophyte de la formation Miko-Mercier-Vivagel se classe deuxième de l'Étoile de Bessèges, huitième du Grand Prix d'Aix-en-Provence et neuvième du Tour du Haut-Var en février avant de remporter la Flèche Azuréenne, son premier succès professionnel, en mars. Quelques semaines plus tard, il est troisième du  Critérium international derrière Bernard Hinault et Jacques Bossis puis dixième de Paris-Nice. Toujours au premier semestre, il dispute le Tour d'Espagne et porte le maillot jaune de leader pendant neuf jours. Il s'adjuge également deux étapes : le prologue et la quinzième étape b puis termine finalement neuvième de son premier grand tour,. Durant l'été il découvre les routes du Tour de France. À l'issue des trois semaines de course il est cinquante-et-unième du classement général après avoir pris la deuxième place de la onzième étape derrière le Belge René Martens mais devant Gilbert Duclos-Lassalle. En fin de saison il est second du Grand Prix de Fourmies et quinzième du Grand Prix des Nations. Sur la piste il décroche le titre de champion de France de la course aux points et la médaille d'argent en poursuite individuelle.

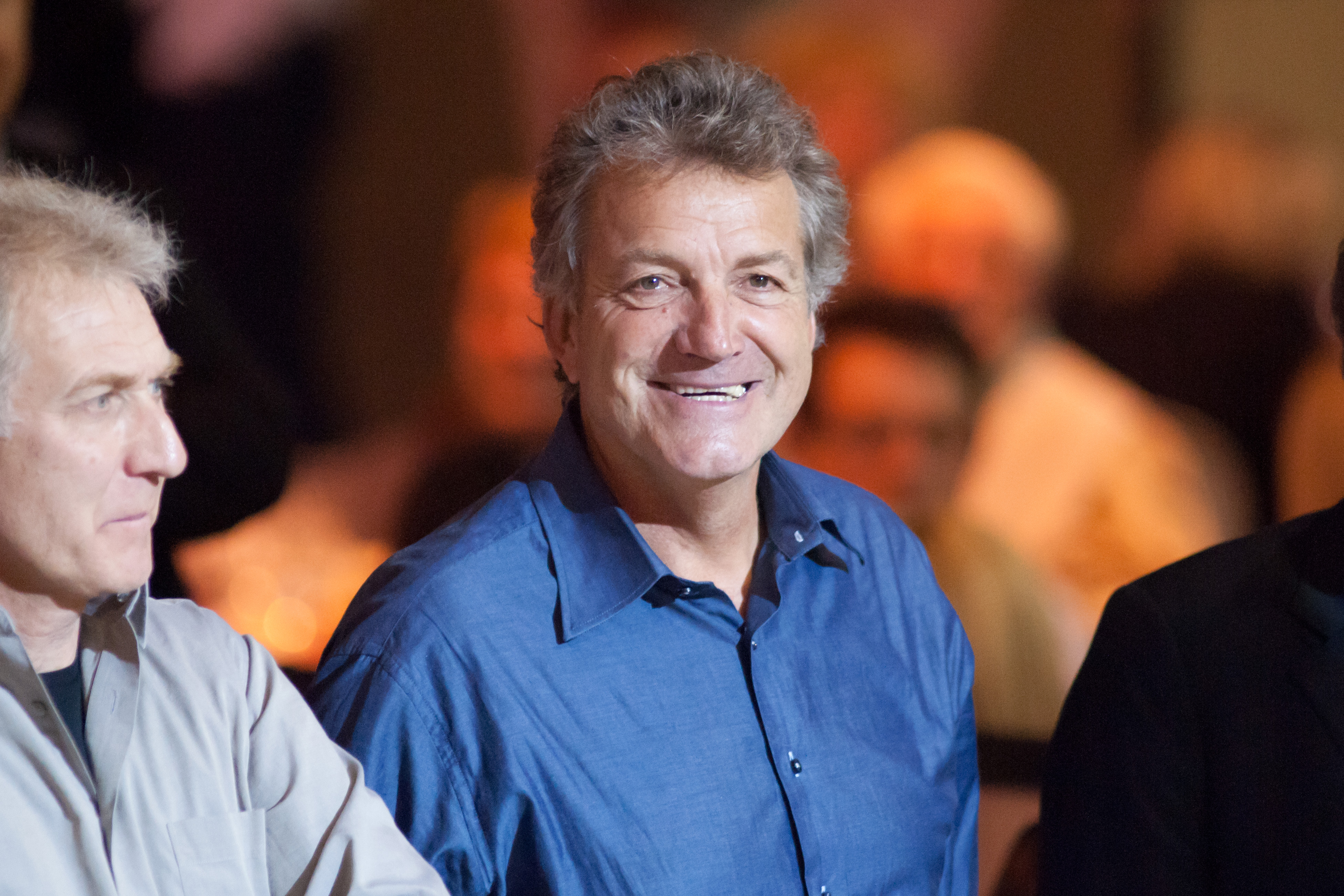
Jacques Michaud 3e du championnat de France 1982 derrière Régis Clère et Bernard Vallet

Au premier semestre 1982 il monte sur la dernière marche du podium du Tour d'Armorique et du critérium Châteauroux-Limoges puis devient champion de France sur route à Bailleul devant Bernard Vallet et Jacques Michaud. Durant l'été il participe pour la deuxième fois au Tour de France. Remarqué pour son tempérament offensif pendant l'épreuve il est déclaré vainqueur du Prix de la combativité de cette course. Après la Grande boucle il se classe troisième du Bol d'or des Monédières et second du Grand Prix de Plouay. Vétu du maillot tricolore de l'équipe de France il prend part en septembre aux championnats du monde de cyclisme sur route qu'il boucle en vingtième position. Au cours des derniers mois de l'année il s'offre le prologue de l'Étoile des Espoirs puis retrouve l'équipe de France avec laquelle il termine sixième du championnat d'Europe de course à l'américaine. Toujours sur la piste, il est médaillé de bronze de la course aux points des championnats de France de cyclisme.
En mars 1983 il commence sa saison par une douzième place sur Paris-Nice et une quatrième au  Critérium international. Toujours au printemps il se classe neuvième du Tour de Midi-Pyrénées, huitième des Quatre Jours de Dunkerque et second du Trophée des grimpeurs à Chanteloup-les-Vignes. Il participe aussi aux Classiques ardennaises Liège-Bastogne-Liège (où il tente de s'imposer en s'échappant à quarante kilomètres de l'arrivée) et Amstel Gold Race. Lors du Tour de France, il remporte la deuxième (contre-la-montre par équipes) ainsi que la onzième étape courue entre Bagnères-de-Luchon et Fleurance,. Durant la deuxième partie de la saison il est huitième du Grand Prix de Plouay et de l'Étoile des Espoirs, il fait aussi partie des coureurs sélectionnés pour participer aux championnats du monde de cyclisme sur route. Engagé au Grand Prix de Fourmies en septembre, il boucle l'épreuve nordiste en neuvième position. Associé au Danois Kim Andersen il est également septième du Trophée Baracchi une épreuve italienne contre-la-montre disputée par équipes de deux coureurs.

#### 1984-1986: trois années en demi-teinte, passage chez Peugeot et Miko-Carlos

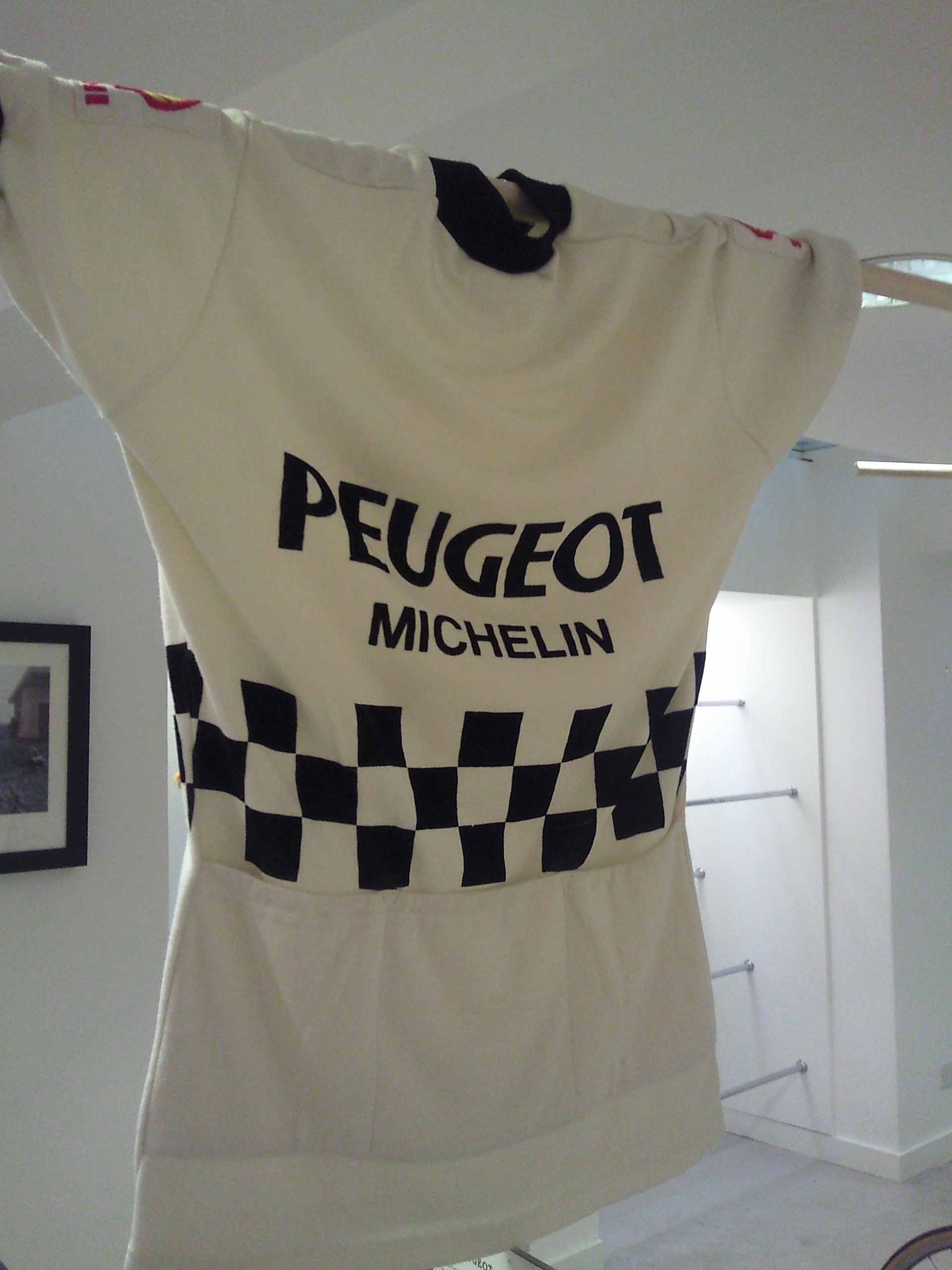
Maillot de l'équipe Peugeot-Shell-Michelin

Membre de la formation Coop-Hoonved-Rossin (nouveau nom de l'équipe cycliste Mercier) il ne remporte aucune victoire d'envergure mais accumule de nombreuses places d'honneur au cours de l'année 1984. Il monte ainsi sur la troisième marche du podium au Circuit de la Sarthe derrière son coéquipier Claude Moreau et le coursier belge Yvan Lamote au mois d'avril avant d'occuper la même position lors des critériums de Joigny et Lanester où il est cette fois devancé par l'ancien vainqueur de Milan-San Remo Marc Gomez et Marc Madiot. Au cours des mois de mai et juin il termine septième du Tour de l'Oise (qui deviendra plus tard le Tour de Picardie) et du Grand Prix de Plumelec. Il doit abandonner le Tour de France à moins de cinq étapes de l'arrivée mais renoue avec les accessits dès le Grand Prix de Plouay où il s'adjuge la dixième place. Sur la piste, il se classe troisième du championnat de France de poursuite et cinquième des Six jours de Grenoble où il fait équipe avec le spécialiste belge Constant "Stan" Tourné.
À la suite de la disparition de son équipe, Régis Clère change d'employeur et signe un contrat avec la prestigieuse formation française Peugeot-Shell-Michelin en 1985. Sous ses nouvelles couleurs il obtient une dixième place au Grand Prix d'Antibes en février puis se classe trente-cinquième de Paris-Roubaix moins de deux mois plus tard. Contrairement aux années précédentes il ne participe pas au Tour de France mais retourne dans la péninsule ibérique pour courir le second Tour d'Espagne de sa carrière. Il entame correctement l'épreuve et pointe à la treizième place du classement général à l'issue du prologue mais doit rapidement abandonner. Au deuxième semestre il est septième de la dix-huitième édition du Tour du Limousin que remporte le coureur normand Thierry Marie et de Créteil-Chaville (l'actuelle classique Paris-Tours). Il termine également douzième de Paris-Bruxelles en septembre. Sur la piste il décroche une nouvelle médaille d'argent lors du championnat de France de poursuite et se classe douzième des Six Jours de Paris au mois de novembre.
C'est avec la tunique de la nouvelle équipe Miko-Carlos que vient de créer Jean-François Chaurin qu'il court en 1986. Il rejoint à cette occasion plusieurs de ses compatriotes comme Vincent Lavenu (futur manager d'AG2R La Mondiale), Laurent Biondi et Franck Pineau,. Il obtient quelques accessits au premier trimestre et se classe par exemple septième du Grand Prix de Fayt-le-Franc en Wallonie puis troisième du Grand Prix de Mauléon-Moulins, un critérium organisé dans les Pays de la Loire. Au mois d'avril, il termine seizième de la classique belge Liège-Bastogne-Liège à un peu plus d'une minute du vainqueur l'Italien Moreno Argentin. Il signe une quinzième place aux Quatre Jours de Dunkerque. Pour la deuxième année consécutive, il ne participe pas au Tour de France, Miko-Carlos n'étant pas retenue par les organisateurs. Ce choix de la direction du Tour mécontente les sponsors de l'équipe qui cessent alors de financer la formation française, laquelle disparait en fin d'année,. Le coureur de la Haute-Marne se tourne donc vers l'étranger pour poursuivre sa carrière professionnelle et signe un contrat avec les Espagnols de la formation Teka.

#### 1987: le retour au premier plan avec l'équipe espagnole Teka
L'année 1987 sonne comme une revanche pour le Langrois après ses déboires des saisons précédentes. Au premier semestre, il se signale dans un premier temps par quelques places d'honneur acquises sur des courses comme Milan-San Remo où il se classe trente-neuvième, le Critérium international de la route qu'il boucle en neuvième position et la Bicyclette basque qu'il termine à la dixième place. Dans un seconds temps, il retrouve le chemin de la victoire et remporte  le Tour de Midi-Pyrénées ainsi que la troisième étape de cette épreuve à Luz-Ardiden. Il s'adjuge également la Route du Berry (Trophée SITRAM) et la cinquième étape du Tour de Galice. Durant l'été, il renoue avec les routes du Tour de France pour la première fois depuis 1984. Arrivé hors délai dans la quinzième étape, le jury décide de le repêcher au regard des conditions météorologiques extrêmement difficiles de la course. Le lendemain, il attaque en solitaire dès le vingt-septième kilomètre et remporte l'étape disputée entre Blagnac et Millau avec une avance de près d'un quart d'heure sur Raul Alcala et Jean-François Bernard. Quelques jours plus tard, il gagne également la vingt-troisième étape courue entre Saint-Julien-en-Genevois et Dijon, au nez et à la barbe des sprinteurs qu'il devance de quelques longueurs. Ses deux victoires ainsi que le caractère assez exceptionnel de l'exploit réalisé par le coureur de l'équipe espagnole Teka au cours de la seizième étape lui permettent d'obtenir pour la seconde fois de sa carrière le titre de coureur le plus combatif du Tour de France ; il termine également troisième du classement des sprints intermédiaires de cette édition de la Grande Boucle . Toujours en 1987, et comme beaucoup de coursiers de l'époque, il participe à des critériums et se distingue sur plusieurs de ces courses. Il est ainsi deuxième à Angers, Joué-lès-Tours derrière Bernard Vallet et Vouneuil-sous-Biard où il est battu par Dominique Arnaud. Par contre, il remporte l'épreuve disputée à Meymac dans le Limousin devant les grimpeurs Charly Mottet et Thierry Claveyrolat. Sur la piste, il prend part aux Six jours de Berlin et Grenoble et se classe neuvième en Allemagne puis dixième en France.

#### 1988-1992: une fin de carrière bien douloureuse

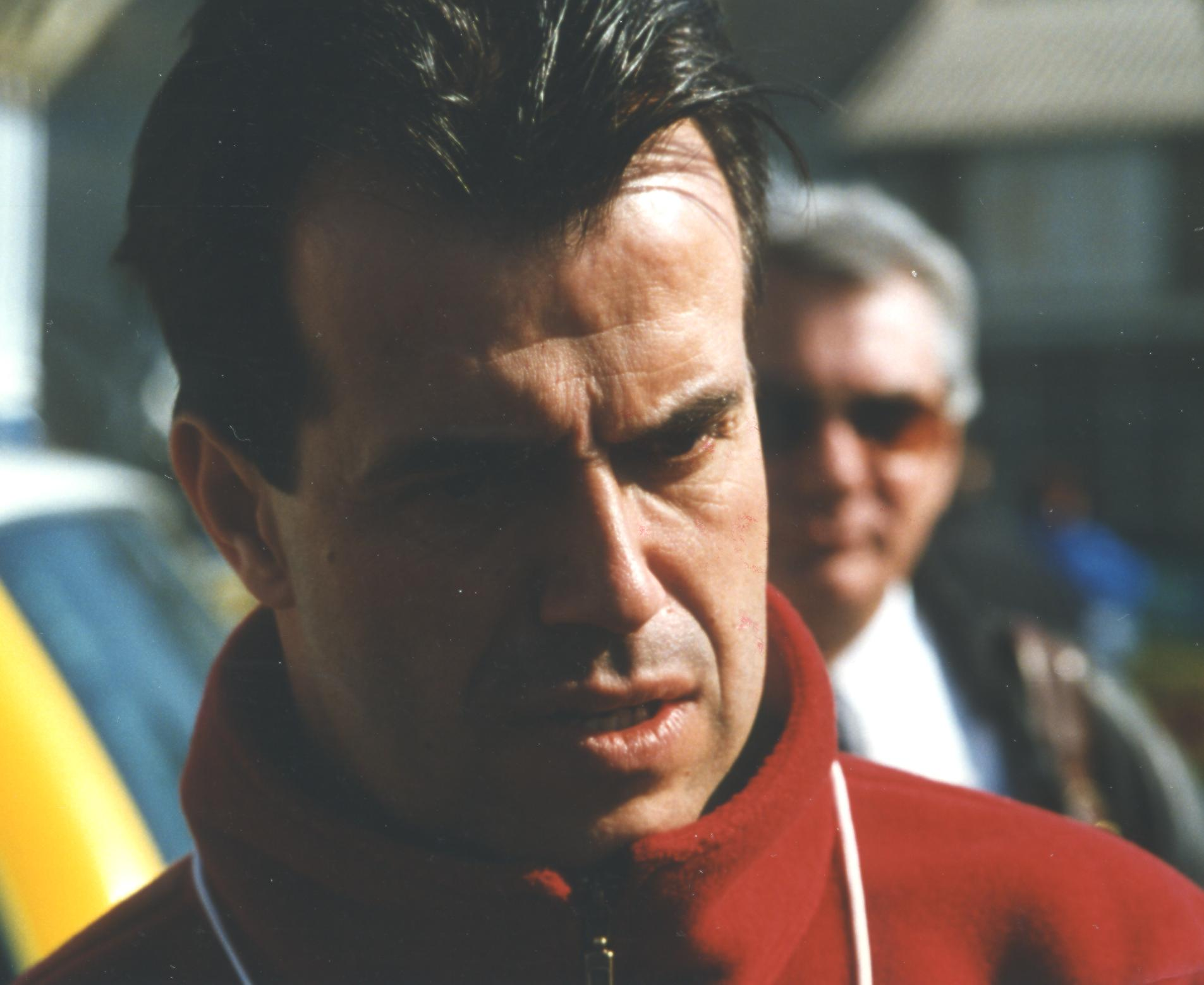
Vincent Lavenu ancien coéquipier de Régis Clère

La saison 1988 ne lui apporte que peu de satisfactions dans la mesure où il ne remporte aucune victoire et doit se contenter de quelques accessits. Il se classe notamment second de l'avant dernière étape du Critérium du Dauphiné, décroche une médaille d'argent lors du championnat de France de poursuite derrière le Normand Thierry Marie. Il est également cinquième de la Route du Sud et neuvième du championnat de France de cyclisme sur route. En juillet, il participe une nouvelle fois au Tour de France mais n'y connait pas la même réussite que l'année précédente. Il termine cette Grande Boucle dans un relatif anonymat à la quatre-vingt quatorzième place du classement général sans avoir pu s'offrir la moindre étape. Au cours de cette saison, il s'illustre également en montant sur le podium de quelques critériums comme ceux de Camors, de Meymac ou la Polynormande qu'il finit en seconde position derrière Philippe Bouvatier. Sur la piste, il s'aligne aux Six jours de Paris mais la paire qu'il forme avec son ancien coéquipier chez Miko-Carlos Vincent Lavenu ne termine que treizième à plus de vingt tours des vainqueurs (l'Australien Danny Clark et le Britannique Anthony Doyle).
En août 1989, il participe aux championnats du monde sur piste organisés au vélodrome Georges-Préveral de Lyon et obtient la médaille de bronze lors de la poursuite individuelle. Au mois d'octobre, il s'aligne sur ce qui va devenir la dernière édition des Six jours de Paris. Il termine la course disputée au Palais Omnisports de Paris-Bercy à la douzième place loin derrière les vainqueurs Charly Mottet et Etienne De Wilde. Il n'est guère plus chanceux en novembre au Palais des sports de Grenoble où, associé à l'Allemand Uwe Bolten, il ne prend que la onzième place des Six jours de cette ville,. Quelques jours plus tard, sa carrière est brisée par un très grave accident de la route dans lequel il se fracture les deux fémurs et une clavicule. Selon les chirurgiens qui l'opèrent en urgence à la suite de cet accident, il ne doit d'être en vie qu'à sa robustesse et sa forte constitution.
Les années suivantes, il ne concourt plus qu'avec des sponsors individuels et arrête sa carrière en 1992.

### Reconversion professionnelle et vie privée
Une fois sa carrière terminée, il reprend l'exploitation agricole familiale à Maâtz en Haute-Marne et perd peu à peu contact avec le cyclisme professionnel. Il avoue cependant s'entretenir très occasionnellement avec d'anciens coéquipiers de la formation Mercier comme Jacques Michaud ou Raymond Martin ainsi qu'avec le coureur professionnel champ-ardennais Florian Morizot,. Il meurt d'une insuffisance cardiaque à l’hôpital de Dijon le 9 juin 2012, à l'âge de 55 ans.
Son neveu, Émilien Clère, est également coureur cycliste et champion de France de demi-fond en 2014, 2016, 2017 et 2022.

## Palmarès sur route

### Palmarès amateur
| - Amateur - 1972-1980 : 70 victoires - 1978 - Championnat de Champagne - 3e du Tour de la Haute-Marne - 1979 - Médaillé d'or de la course en ligne aux Jeux méditerranéens - Championnat de Champagne - 5eb étape du Tour de l'Avenir (contre-la-montre) - 3e étape de la Route de France - 2e de la Route de France - 2e du Tour de la Haute-Marne | - 1980 - 6e étape du Tour de l'Avenir (contre-la-montre) - 2e étape du Circuit des Ardennes - 3e du Grand Prix de France - 3e du championnat de France sur route amateurs |  |

### Palmarès professionnel
| - 1981 - Prologue et 15eb étape (contre-la-montre) du Tour d'Espagne - 2e de l'Étoile de Bessèges - 2e du Grand Prix de Fourmies - 3e du Critérium international - 3e de la Promotion Pernod - 9e du Tour d'Espagne - 10e de Paris-Nice - 1982 - Champion de France sur route - Prix de la combativité du Tour de France - Prologue de l'Étoile des Espoirs - 2e du Grand Prix de Plouay - 3e du Tour d'Armorique - 3e de Châteauroux-Limoges - 1983 - 2e (contre-la-montre par équipes) et 11e étapes du Tour de France - 2e de la Polymultipliée - 3e du Grand Prix de la côte normande | - 1984 - 3e du Circuit de la Sarthe - 1985 - 2eb étape de l'Étoile des Espoirs (contre-la-montre par équipes) - 7e de Créteil-Chaville - 1986 - 3e du Grand Prix de Mauléon-Moulins - 1987 - Tour de Midi-Pyrénées : - Classement général - 3e étape - Tour de France : - Prix de la combativité - 16e et 23e étapes - 5e étape du Tour de Galice - Trophée Sitram |  |

### Résultats sur les grands tours

#### Tour de France
6 participations
- 1981 : 51e
- 1982 : 45e, vainqueur du  prix de la combativité et du  classement par équipes
- 1983 : hors délais (14e étape), vainqueur des 2e (contre-la-montre par équipes) et 11e étapes
- 1984 : non-partant (20e étape)
- 1987 : 72e, vainqueur du  prix de la combativité et des 16e et 23e étapes
- 1988 : 94e

#### Tour d'Espagne
2 participations
- 1981 : 9e, vainqueur du prologue et de la 15eb étape (contre-la-montre),  maillot jaune pendant 8 jours
- 1985 : hors délais (14e étape)

## Palmarès sur piste

### Championnats du monde
- Lyon 1989
  -  Médaillé de bronze de la poursuite

### Championnats de France
- 1981
  -  Champion de France de la course aux points
  - 2e du championnat de France de poursuite
- 1982
  - 3e du championnat de France de la course aux points
- 1984
  - 3e du championnat de France de poursuite
- 1985
  - 2e du championnat de France de poursuite
- 1988
  - 2e du championnat de France de poursuite